# Kathrin Tarricone

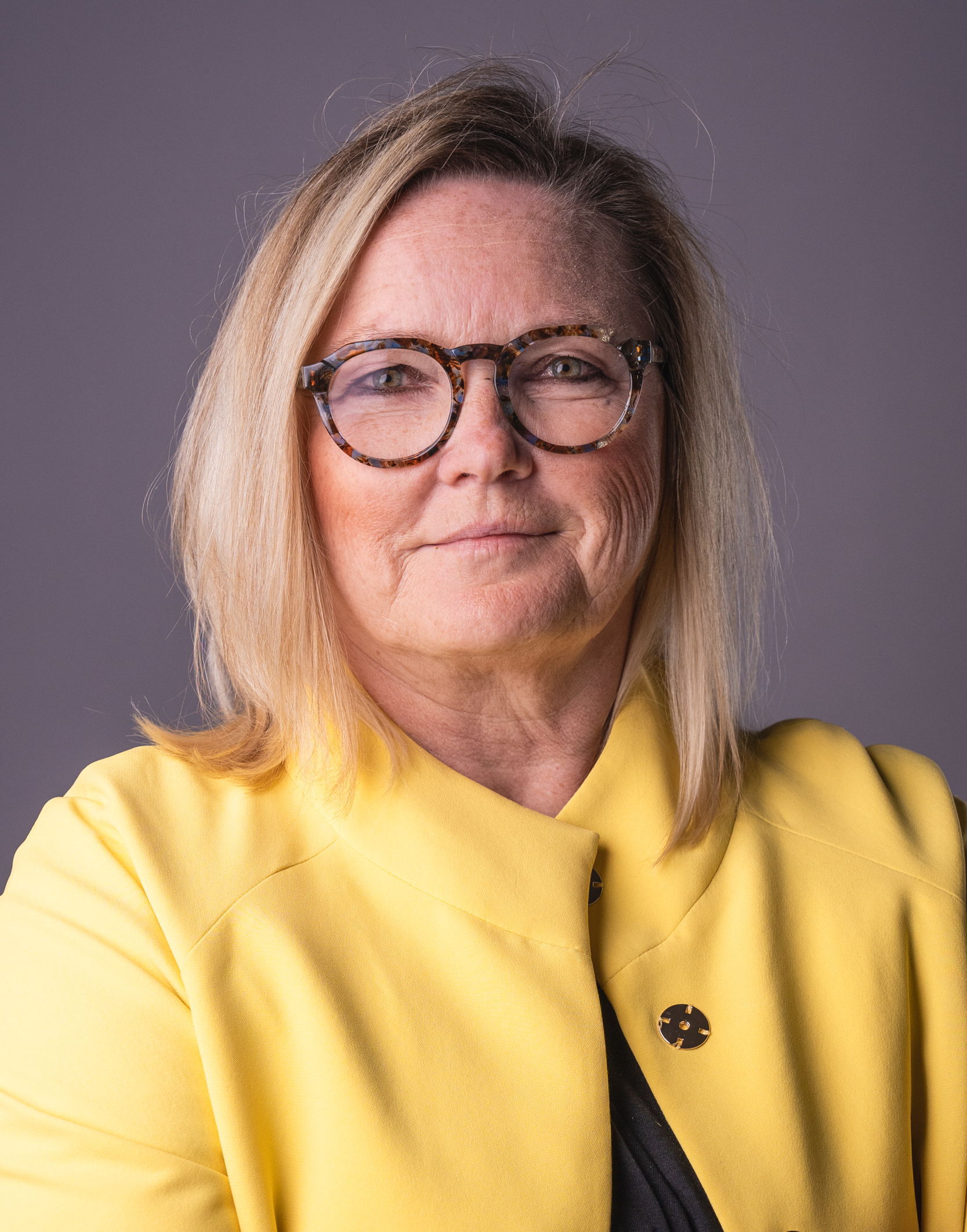
Kathrin Tarricone (2022)

Kathrin Tarricone (* 2. Oktober 1965 in Zeitz) ist eine deutsche Politikerin (FDP). Sie ist seit 2021 Abgeordnete im Landtag von Sachsen-Anhalt.

## Leben
Nach dem Abitur 1985 absolvierte Kathrin Tarricone ein Studium der Landwirtschaft mit dem Schwerpunkt auf Tierproduktion an der Universität Leipzig, das sie 1990 als Diplom-Agraringenieurin abschloss. Im Anschluss war sie als wissenschaftliche Mitarbeiterin tätig, von 1990 bis 1991 an der Universität Leipzig, von 1991 bis 2001 an der Universität des Saarlandes und von 2001 bis 2021 an der Universität Trier. Sie ist Inhaberin eines Ingenieurbüros in Mansfeld und als selbstständige Gutachterin im Bereich des Umwelt- und Naturschutzes tätig.
Tarricone trat 2004 in die FDP ein. Sie ist seit 2017 Kreisvorsitzende des FDP-Kreisverbandes Mansfeld-Südharz und seit 2021 Mitglied des geschäftsführenden Landesvorstandes der FDP Sachsen-Anhalt.
Bei der Landtagswahl 2021 kandidierte Tarricone für das Direktmandat im Wahlkreis 30 (Eisleben). Sie erhielt 7,1 % der Erststimmen und zog über den vierten Platz der FDP-Landesliste in den Landtag ein. Im Parlament ist sie Vorsitzende des Ausschusses für Wissenschaft, Energie, Klimaschutz und Umwelt, Mitglied des Ausschusses für Infrastruktur und Digitales sowie verkehrs- und umweltpolitische Sprecherin der FDP-Landtagsfraktion.
Des Weiteren betätigt sie sich seit 2020 ehrenamtlich als Mitglied im Heimatverein der Stadt Hettstedt e. V.
Kathrin Tarricone ist verheiratet und hat ein Kind.